# Garra kempi
Garra kempi är en fiskart som beskrevs av Hora 1921. Garra kempi ingår i släktet Garra och familjen karpfiskar. IUCN kategoriserar arten globalt som livskraftig. Inga underarter finns listade i Catalogue of Life.